# Anna Setton

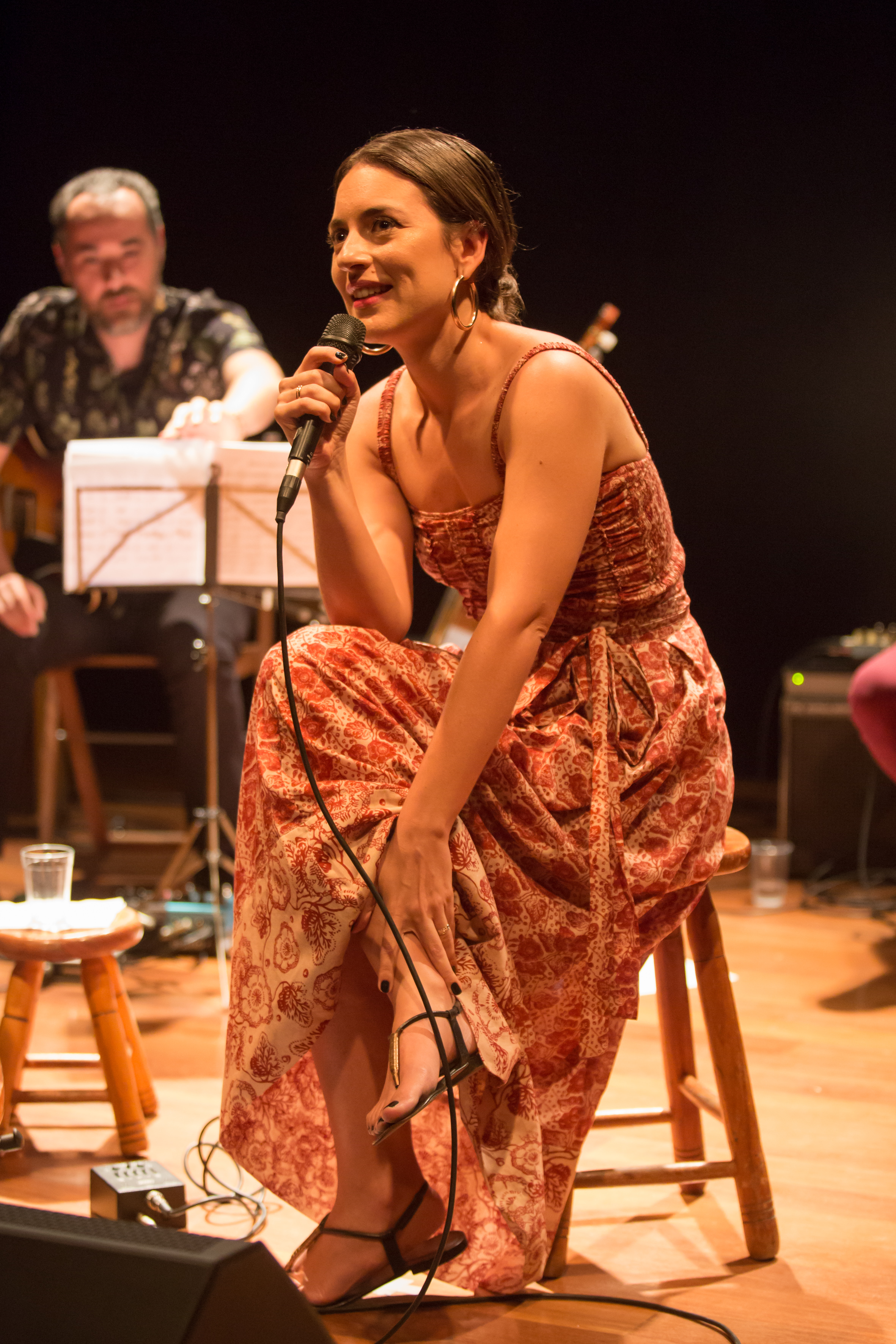
Anna Setton (2018)

Anna Setton (* 27. August 1983 in São Paulo) ist eine brasilianische Jazzmusikerin (Gesang, Gitarre, Komposition).

## Wirken
Setton hat als Jazzsängerin in den Clubs von São Paulo begonnen; an der Seite von Musikern wie Toquinho tourte sie fünf Jahre lang durch Brasilien und weitere Länder. Weiterhin arbeitete sie mit Omara Portuondo, Sadao Watanabe oder Mestrinho.
Settons erstes Album, Anna Setton, das im November 2018 veröffentlicht wurde, enthält neben Eigenkompositionen auch Standards. Sie stellte es in Brasilien, Portugal, Frankreich, Deutschland, Großbritannien, Japan, Korea und Australien vor. Nach dem Umzug nach Portugal folgte 2021 ihr zweites Album mit dem Titel Onde mora meu coração und 2022 das Album O futuro é mais bonito.